# 利奧高
（又叫兰科、李奧高、尼奥高）是至Net奇兵中的虛擬世界，共分為五個（第五季中出现的Cortex属于复制区）地區。

## 第三輯

### 第五區域中心區
它在第五區域中，要用交通工具才能到達，這部分是第三輯中新加的。裏面有lyoko的心臟，若這心臟被摧毀，整個lyoko（包括本區域）也會被毀。在第65集《決賽》，本區裏的心臟被山拿控制的威廉摧毀，這意味着lyoko被完全摧毀。（而第四輯則會重建所有區域，還增加了一區）

### 刪除/摧毀區域
- 在第54集:《減去一區》中,森林區被山拿控制的亞烈達删除。
- 在第58集:《妄求者》，沙漠區被山拿控制的亞烈達刪除。
- 在第61集:《破壞》，亞烈達為了重启電腦及拯救被山拿襲擊的尤美，她把冰區域刪除。
- 在第64集《雙重煩惱》，山區域同樣被山拿控制的亞烈達刪除。
- 在本輯大結局，第65集《決賽》，利奧高的最後一區：第五區域被山拿控制的威廉摧毀。

## 第四輯
- 在第四輯中，亞烈達和傑理明用賀法蘭給他們的數據成功令利奧高重生，而數碼海也有了很大的改變——山拿用從亞烈達偷來的數據令數碼海從死亡陷阱變成一個新世界。

### 數碼海
數碼海圍繞Lyoko的區域，是一個死亡陷阱，只有使用傑理明的實體化程式才能得脫。一般來說人類或怪物掉入後會被摧毀；當怪物跌入數碼海便會產生一道光柱然後被摧毀，但在第四輯威廉被山拿控制後可以自由出入數碼海而且毫髮無損。數碼海像真實世界一樣有波浪。另外在刪除區域後數碼海依然存在。
在第四輯當小隊利用潛艇進入數碼海發現原來是一個區域，正常狀態下區域的顏色是藍色而被山拿控制的區域便是呈現紅色。數碼海是網絡的一部分，這裡有很多可說是大型但顛倒的城市，這些「建築物」應該是網絡的數據庫。通過數碼海小隊可找到世界各地其他地方的超級電腦內存在的虛擬世界，即是可以找到山拿和賀法蘭了。而在這裡仍存在著山拿的怪物的。如要快捷地到其他確實位置的虛擬世界內的話便需進入一個指定的由多條藍色管狀線路集合而成的旋渦狀的入口，便行了。

### Skidbladnir
由傑理明所創造的一艘虛擬潛艇。它的作用是潛入數碼海去瀏覽網絡。原名是「Melanie」，由阿奇所改的。之後仍簡稱為「Skid」。Skid母艙大致分為兩部分，控制艙和分離艙(NavSkid)，由亞烈達所操控。另外Skid還有三艘小型的分離艙，分別都是阿奇、治狼、尤美所乘坐的，這些艙可以自由與母艙分離和結合，並且裝有雷射炮和魚雷等攻擊武器。此外還有一個未用的分離艙估計是用來讓威廉乘坐的。Skid還有保護罩作防禦之用，但這是有限的。如要加強Skid的保護罩需要動用超級電腦的能量，所以這會令小隊不能進行時光倒流。Skid還能因應需要而變形為直立和橫行。值得注意是Skid一旦被破壞小隊們就無法回到地球的了，所以山拿會破壞Skid為了避免小隊在網絡上找到它。

### Replika/Replica
指山拿利用從亞烈達偷來的Lyoko鑰匙所創造的一個與Lyoko一樣的虛擬世界，但比Lyoko卻小規模得多。而這些Replika就是存在於世界各地的山拿所控制的超級電腦內。傑理明為了想知道山拿的陰謀和破壞山拿的超級電腦，所以便研發了新的實體化程式將小隊由Replika內實體化到山拿所控制的該超級電腦所在地。而且類似的Replika不止一個。特別注意的是山拿的Replika在入口處是被封閉的，如要進入需要打入亞烈達的手印進行聯絡之後再進行解碼方可進入。

## 遊戲中的特有區域
至NET奇兵曾推出了三款遊戲，而其中兩款遊戲——至NET奇兵：探索無限及至NET奇兵：山拿的末日中出現了一個在至NET奇兵動畫版沒有的Replika區域——火山區。

### 火山區
火山區是至NET奇兵的其中兩款遊戲——至NET奇兵：探索無限及至NET奇兵：山拿的末日中的Replika區域，由於這個區域是遊戲版特有的Replika區域，所以在至NET奇兵動畫版是沒有的。顧名思義，這個Replika區域到處都充滿了很多高大的火山及熔岩。根據遊戲版的設定，山拿是利用這個區域控制着威廉，所以在這兩款遊戲中，玩家需要毀滅了這個Replika區域才能完成拯救威廉的任務。